# Самгук юса
«Самгу́к юса́» (кор. 삼국유사, 三國遺事, Samguk yusa, или «Оставшиеся сведения [о] трёх государствах») — произведение корейского буддийского монаха Ирёна, являющееся, наряду с «Самгук саги», одним из двух базовых письменных источников по ранней истории Кореи, сохранившихся до нашего времени. Памятник представляет собой структурированную по тематическому принципу подборку сведений из разнообразных исторических источников, значительная часть которых ныне утрачена. Хронологические рамки «Самгук юса» охватывают период от восшествия на престол легендарного правителя Тангуна и до конца XIII в. — времени жизни Ирёна. Основной массив содержащихся в данном произведении сведений относится к эпохе Трёх государств (Когурё, Пэкче и Силла).

## Авторство и судьба текста «Самгук юса»
Составителем «Самгук юса» был буддийский монах Ирён (1206–1289). В надписи на его мемориальной стеле, однако, название этого произведения не упоминается, и об авторстве «Самгук юса» свидетельствует лишь ремарка в начале последнего, пятого, тома этого памятника: «Составил почитаемый государством, проживающий попечитель монастыря Ингак-са под [сенью] горы Качжи-сан школы Чоге, великий наставник созерцания Вонгён Чхунчжо-тэсонса [по имени] Ирён».
Кроме того, в конце двух параграфов «Самгук юса» имеется подпись: «[Это] написал Мугык». В первом случае эти слова относятся ко второй половине § 82, а во втором — к § 108 целиком. Идентификация Мугыка некоторое время была дискуссионной (в частности, высказывалось мнение, что это одно из имён самого Ирёна), но в настоящее время исследователи склоняются к мнению, что это прозвание монаха Хонгу (кор. 혼구, 混丘, Hongu), ученика и преемника Ирёна.
Точная дата создания «Самгук юса» неизвестна и служит предметом дискуссии. Во всяком случае, это произведение было окончено не раньше 1284 г. — самой поздней упоминаемой в тексте памятника даты.
Наиболее ранней доступной современным исследователям полной публикацией «Самгук юса» является ксилографическое издание, осуществлённое Ли Кебоком, начальником заставы Кёнджу. Это издание датировано последним месяцем зимы года воды-обезьяны эпохи правления под девизом Чжэн-дэ династии Мин, то есть январём-февралём 1513 г.. Полный экземпляр этого издания — так называемый «экземпляр [годов] Чжэн-дэ» (кор. 정덕본, 正德本, Jeongdeokbon) — ныне хранится в библиотеке Кюджангак (кор. 규장각, 奎章閣, Gyujanggak) при Сеульском университете. Факсимильное воспроизведение этого издания, снабжённое корейским переводом и обширными комментариями, было опубликовано южнокорейским Институтом корейской духовной культуры (кор. 한국정신문화연구원, 韓國精神文化硏究院, Hanguk jeongsin munhwa yeonguwon) в 2002–2003 гг.. Кроме того, существует факсимильная публикация другого (неполного) оттиска с тех же печатных досок — так называемого «экземпляра [из] библиотеки Мансона (Ким Вансопа)» (кор. 만송(김완섭)문고본, 晩松(金完燮)文庫本, Mansong (Gim Wanseop) mungobon), сопровождающаяся современным корейским переводом и комментарием, а также многочисленные современные типографские издания «Самгук юса».
Имеются публикации этого памятника на европейских языках, в частности — английский пересказ и русский перевод.

## Язык «Самгук юса»
Произведение Ирёна написано преимущественно на кореизированном литературном китайском языке (ханмун). В тексте содержатся также четырнадцать «местных песен» (хянга) — коротких стихотворений на древнекорейском языке, записанных с помощью китайской иероглифики.

## Источниковая база «Самгук юса»
Круг цитируемых в «Самгук юса» письменных источников чрезвычайно широк и включает в себя, в частности, библиографические труды, сутры, сочинения буддийских монахов, произведения классической китайской литературы и комментарии к ним, различные светские трактаты, официальные династийные истории (в первую очередь — «Самгук саги») и другие исторические сочинения, биографии монахов и записки буддийских паломников, монастырские записи, буддийскую эпиграфику, хозяйственные документы и семейные записи. Кроме этих идентифицируемых источников, Ирён цитирует и такие произведения, которые не только не поддаются отождествлению, но даже остаётся неясным, относятся ли эти названия к конкретному тексту или целой группе текстов. Помимо оформленных цитат из исторических источников, несущих содержательную нагрузку, в «Самгук юса» встречаются и краткие неоформленные выдержки из классической китайской литературы, служащие в основном для украшения текста.
Важное место в «Самгук юса» занимают и материалы, восходящие к устной традиции. К их числу относятся как записи старинных преданий, так и рассказы о современных Ирёну событиях.
Цитируя источники, Ирён не подвергал оригинальные тексты сколько-нибудь заметной обработке (что хорошо заметно по стилистической неоднородности текста «Самгук юса»), но в случае необходимости мог иногда сокращать их.

## Структура «Самгук юса»
Текст «Самгук юса» делится на пять примерно равных по объёму томов (кор. 권, 卷, gwon), которые, в свою очередь, подразделяются на девять тематических разделов:
Том 1
Раздел I. «Хронология государей» (подробные сравнительно-хронологические таблицы по истории Китая, Силла, Когурё, Пэкче и Карак с I в. до н. э. по X в. н. э. с приложением кратких справочных данных, охватывающих период до XIII в.)
Раздел II (1). «Описание удивительных [событий]» (материалы по истории Кореи, не имеющие прямой связи с буддизмом — начало)
Том 2
Раздел II (2). «Описание удивительных [событий]» (материалы по истории Кореи, не имеющие прямой связи с буддизмом — окончание)
Том 3
Раздел III. «Возвышение Закона» (повествования о первых проповедниках буддизма в Корее)
Раздел IV. «Пагоды [и] статуи» (сведения о священных буддийских местах Кореи, а также находящихся там реликвиях, статуях и других объектах культа
Том 4
Раздел V. «Разъяснявшие истину» (биографии монахов, прославившихся изучением буддийской философии)
Том 5
Раздел VI. «Чудесные заклятья» (жизнеописания монахов-тантриков)
Раздел VII. «Благодатное могущество» (рассказы о чудесах, сотворённых Буддами и бодхисаттвами)
Раздел VIII. «Сокрывшиеся [от мира] отшельники» (повествования о деятельности буддийских подвижников)
Раздел IX. «Почтительные [и] добрые» (сюжеты, иллюстрирующие конфуцианскую категорию «сыновней почтительности» и буддийскую категорию «добра»)
Все разделы «Самгук юса» (кроме первого, состоящего из таблиц) дополнительно разбиты на параграфы, которых в общей сложности насчитывается 138. Кроме того, раздел I «Описание удивительных [событий]» снабжён авторским предисловием, а в конце самой ранней сохранившейся до наших дней ксилографической публикации этого памятника добавлено послесловие издателя, датированное 1513 г.
Количество параграфов в разделах неодинаково и колеблется от 60 (считая введение) в разделе I «Описание удивительных [событий]» до 3 в разделе VI «Чудесные заклятья». Объём параграфов также неравномерен и составляет от нескольких строк до многих страниц иероглифического текста.
Каждый параграф может включать в себя не одно, а несколько независимых повествований, заимствованных из разных источников. Эти отрывки цементируются между собой внутритекстовыми комментариями Ирёна, его рассуждениями, а также стихотворными «оценками» в конце параграфов.

## Значение «Самгук юса» как исторического источника
Большая часть цитируемых Ирёном письменных текстов (не говоря уже об устных преданиях) ныне утрачена, что делает его произведение уникальным источником сведений по ранней истории Кореи. Это произведение во многом дополняет «Самгук саги», включая в себя множество повествований, которые не нашли себе места в сочинении Ким Пусика, в том числе знаменитое предание о первооснователе Древнего Чосона Тангуне, сведения о средневековых государствах Пуё, Карак, Бохай и других, а также обширный массив данных о деятелях раннего корейского буддизма и памятниках корейской буддийской культуры.
Произведение Ирёна служит важнейшим источником материала для реконструкции древнекорейской мифологической картины мира, а также для изучения специфики раннего корейского буддизма и практики других религий в древней Корее.
Текст «Самгук юса» может быть рассмотрен и с чисто литературоведческой точки зрения как памятник средневековой изящной словесности и неисчерпаемый источник сюжетов для позднейшей корейской литературы.
Наконец, содержащиеся в «Самгук юса» четырнадцать стихотворений хянга принадлежат к числу весьма немногочисленных сохранившихся до наших дней текстов на древнекорейском языке и, соответственно, представляют собой важный объект исследования для лингвистов, изучающих историю корейского языка.

### Публикации текста памятника
- Ирён. Оставшиеся сведения [о] трёх государствах (Самгук юса) / пер. с ханмуна, вступ. ст., коммент. и указ. Ю. В. Болтач. — СПб. : ИД «Гиперион», 2018. — 894, [2] с.
- Вонмун пён ёкчу Самгук юса 原文 幷 譯注 三國遺事 («Оставшиеся сведения [о] трёх государствах» : оригинальный текст с переводом [и] комментарием) / пер. и коммент. Ли Пёндо 李丙燾. — Сеул 서울 : Тонгук мунхваса 東國文化社, 1962. — [4], 4, 10, 468, [2] с.
- Вонмун пу Самгук юса 原文附 三國遺事 («Оставшиеся сведения [о] трёх государствах» : [с] приложением оригинального текста) / авт. Ирён 一然; пер. Пак Сонбон 朴性鳳, Ко Кёнсик 高敬植. — Сеул 서울 : Сомун мунхваса 瑞文文化社, 1996. — 564 с.
- Ёкчу Самгук юса 譯注 三國遺事 («Оставшиеся сведения [о] трёх государствах» : перевод [и] комментарий) = The Translation & Annotation of Samgukyusa. В 5 т. / Кан Ингу 姜仁求 [и др.]. — Сеул 서울: Ихве мунхваса 以會文化社, 2002–2003. — Т. 1. — 472, [3] с.; т. 2. — 380, [3] с.; т. 3. — 450, [3] с.; т. 4. — 524, [3] с.; т. 5. — 425, [2] с.
- Кёджон Самгук юса со 校訂 三國遺事 敘 («Оставшиеся сведения [о] трёх государствах»: сверенный [и] выправленный [текст с] предисловием) // Тайсё̄ синсю̄ Дайдзо̄кё̄ 大正新修大藏經 (Трипитака, вновь исправленная в [годы] Тайсё̄). Т. 49. — Токио 東京 : Тайсё̄ синсю̄ Дайдзо̄кё̄ канко̄ кай 大正新修大藏經刊行會, 1964. — № 2039. — С. 953–1019.
- Чынбо Самгук юса 增補 三國遺事 («Оставшиеся сведения [о] трёх государствах» : [с] приложениями) / сост. Чхве Намсон 崔南善. — Сеул 서울 : Сомун мунхваса 瑞文文化社, 2003. — [2], 2, 69, [3], 11, [1], 244, [2], 85, [1]; 32; [1] с.
- Samguk Yusa : Legends and History of the Three Kingdoms of Ancient Korea / written by Ilyon; tr. by Ha Tae-Hung, Grafton K. Mintz. — Seoul : Yonsei University Press, 1972. — 456 p.

### Исследования
- Болтач Ю. В. Индийские небожители в древней Корее (на материале «Оставшихся сведений [о] трёх государствах») // Письменные памятники Востока. — Москва : Наука — Вост. лит., 2020. — Т. 17, № 2 (вып. 41). — С. 41–51.
- Болтач Ю. В. Культы и практики раннего корейского буддизма в сюжетах «Самгук юса». — Санкт-Петербург : ИД «Гиперион», 2023. — 463, [1] с.
- Болтач Ю. В. Практика «прояснения гаданием» в раннем корейском буддизме // Этнография. — Санкт-Петербург : Музей антропологии и этнографии им. Петра Великого (Кунсткамера) РАН, 2020. — № 1 (7). — С. 94–109.
- Болтач Ю. В. «Даосская составляющая» в «Самгук юса» — корейском буддийском историческом сочинении XIII в. // Кюнеровский сборник : материалы Восточноазиатских и Юго-Восточноазиатских исследований. — Санкт-Петербург : Музей антропологии и этнографии им. Петра Великого (Кунсткамера) РАН, 2016. — № 8. — С. 52–62.
- Никитина М. И. Древняя корейская поэзия в связи с ритуалом и мифом. — Москва : Наука, Гл. ред. вост. лит., 1982. — 326, [2] с.
- Никитина М. И., Троцевич А. Ф. Очерки истории корейской литературы до XIV в. — Москва : Наука, Гл. ред. вост. лит., 1969. — 236, [3] с.
- Пак В. В. (Пироженко). Образ дракона через призму ранней истории и историографии Кореи // Вестник российского корееведения. — Москва : Наука — Вост. лит., 2015. — № 7. — С. 29–45.
- Троцевич А. Ф. Сюжет «царь с ослиными ушами» в корейской литературе : к изучению проблемы взаимодействия культур Востока и Запада // Петербургское востоковедение. — Санкт-Петербург : Центр «Петербургское Востоковедение», 1995. — № 7. — С. 265–308.
- Троцевич А. Ф. Миф и сюжетная проза Кореи. — Санкт-Петербург: Центр «Петербургское Востоковедение», 1996. — 184, [8] с.
- Троцевич А. Ф. Несколько слов о «Самгук юса» — историческом труде буддийского наставника Ирёна // Вестник Центра корейского языка и культуры. — Санкт-Петербург : Центр корейского языка и культуры СПбГУ, 2003. — № 5–6. — С. 151–162.
- Троцевич А. Ф. История корейской традиционной литературы (до XX в.) : учебное пособие. — Санкт-Петербург : Изд-во С.-Петерб. ун-та, 2004. — 321, [3] с.